# 小行星20180
小行星20180（20180 Annakolény）是一颗绕太阳运转的小行星，为主小行星带小行星。该小行星于1996年12月19日发现。

## 轨道参数
小行星20180的轨道半长轴为371 566 232 km，2.4837315 UA，离心率为0.121。